# Liste der Monuments historiques in Jussas
Die Liste der Monuments historiques in Jussas führt die Monuments historiques in der französischen Gemeinde Jussas auf.

## Liste der Objekte
| Bezeichnung      | Beschreibung                             | Standort                        | Kennzeichnung | Schutzstatus | Datum | Bild |
| ---------------- | ---------------------------------------- | ------------------------------- | ------------- | ------------ | ----- | ---- |
| Glocke           | Bronze, 1665                             | in der Kirche St-Georges (Lage) | PM17000177    | Classé       | 1911  |      |
| Prozessionskreuz | Holz, Kupfer und Bronze, 17. Jahrhundert | in der Kirche St-Georges (Lage) | PM17001585    | Inscrit      | 1989  |      |